# Luis Edgardo Llosa
Luis Edgardo Llosa González-Pavón (Lima, 6 de octubre de 1907-Callao, 23 de julio de 1993) fue marino y político peruano. Vicealmirante de la Armada Peruana. Fue ministro de Relaciones Exteriores en el gobierno del general Manuel Odría (1956) y en el gobierno de la Junta Militar de 1962-1963. Destacó por su defensa de los derechos marítimos del Perú y la protección de los recursos vivos y no vivos de su litoral.

## Biografía
Hijo de Enrique Llosa Valdivia y Carlota González-Pavón Palma. Hermano del abogado y político José Carlos Llosa González-Pavón, y del comandante EP Alfonso Llosa González-Pavón, que fue ministro de Fomento y Obras Públicas en la Junta Militar de 1948.
Estudió en la Escuela Naval del Perú de donde egresó como alférez de fragata en 1928. Sirvió a bordo del crucero Almirante Grau, el submarino R-3 y el crucero Lima.
Durante la guerra con Colombia de 1932-1933 fue transferido a Iquitos. Luego sirvió en los submarinos R-3, R-1, R-4, y en el buque logístico Pariñas (1938).
En 1940 viajó a la Argentina en misión de estudios. Como comandante del R-3 y del transporte Rímac, realizó viajes a Génova, San Francisco y Los Ángeles, a lo largo de la década de 1940.
Destacó por su defensa de los derechos marítimos del Perú y la protección de los recursos vivos y no vivos de su litoral. Respaldó la tesis de las 200 millas de mar territorial proclamada bajo el gobierno de José Luis Bustamante y Rivero (1947). En 1949, siendo capitán de navío, presidió la delegación peruana que asistió al 1.º Congreso de Oceanografía, Biología Marina y Pesca, realizado en Viña del Mar.
Durante el Ochenio de Odría, fue jefe de Estado Mayor de la Escuadra (1951), subdirector de la Escuela Superior de Guerra Naval (1953) y comandante general de la Escuadra (1955). En este mismo año, ascendió al grado de contraalmirante y representó al Perú en la Conferencia Internacional para la Conservación de los Recursos Vivos del Mar, convocada por la FAO en Roma, siendo nombrado vicepresidente de la misma.
El 24 de diciembre de 1955, durante la renovación del gabinete ministerial presidido por Roque A. Saldías tras la crisis provocada por la revuelta de Arequipa, fue nombrado ministro de Relaciones Exteriores. Se mantuvo en dicho cargo hasta el 29 de junio de 1956, ya en las postrimerías del gobierno de Odría.
En 1957, bajo el segundo gobierno de Manuel Prado Ugarteche, pasó a los Estados Unidos como agregado militar. En 1958 fue delegado del Perú a la 1.ª Conferencia de las Naciones Unidas sobre el Derecho del Mar, siendo asignado a la 3.ª comisión sobre pesca y conservación de los recursos vivos del mar. En 1961, fue ascendido al grado de vicealmirante.
Durante el período de la Junta Militar de Gobierno, presidida sucesivamente por los generales Ricardo Pérez Godoy y Nicolás Lindley López, volvió a ser titular del Ministerio de Relaciones Exteriores, de 18 de julio de 1962 a 28 de julio de 1963, cuando se produjo el retorno a la democracia con la ascensión del presidente Fernando Belaúnde.
En 1970 fue delegado del Perú ante la Reunión Latinoamericana sobre aspectos del Derecho del Mar, realizada en Lima. Pasó a presidir la delegación peruana cuando su titular, Enrique García Sayán, asumió la presidencia de dicha reunión.
Falleció en la tarde del 23 de julio de 1993 a los 85 años en el Centro Médico Naval de Bellavista, Callao.